# 伞形八角枫
伞形八角枫（学名：Alangium kurzii var. umbellatum）为山茱萸科八角枫属毛八角枫的变种。分布于中国大陆的福建、浙江等地，生长于海拔1,500米的地区，常生长在疏林中，目前尚未由人工引种栽培。